# Zingiber gulinense
Zingiber gulinense är en enhjärtbladig växtart som beskrevs av Y.M.Xia. Zingiber gulinense ingår i släktet Zingiber och familjen Zingiberaceae. Inga underarter finns listade i Catalogue of Life.